# Okinawa
Okinawa (japonsky 沖縄本島, Okinawa-hontó) je japonský ostrov. S rozlohou 1201,03 km² je největším ostrovem v souostroví Rjúkjú. Administrativním centrem prefektury Okinawa a zároveň největším městem je Naha, které se nachází na jihozápadě ostrova. V roce 1990 byl počet obyvatel Okinawy odhadován na 1,22 milionu, většinu tvoří Rjúkjúané (hlavně Okinawané), dále Japonci a cizinci (většinou americký vojenský personál a jejich rodiny).

## Geografie a klima
Každoroční období dešťů začíná na konci jara. Jih ostrova je velmi urbanizovaný – města Nago, Okinawa, Naha ap, naproti tomu sever ostrova je osídlen řídce. Díky subtropickému podnebí se na severu ostrova rozkládá hustý prales. V červenci 2021 byla část tohoto deštného lesa (7 721 hektarů) pro svoji jedinečnou biodiverzitu zapsána na seznam světového přírodního dědictví UNESCO společně s dalšími ostrovy souostroví Rjúkjú pod společným názvem „Amami Óšima, Tokunošima, severní část Okinawy a Iriomote“. Kritériem pro zápis byl bod (x): obsahuje nejdůležitější a nejvýznamnější přírodní biotopy klíčové pro zachování místní biologické rozmanitosti, včetně takových biotopů, kde se nachází ohrožené druhy rostlin a živočichů výjimečné světové hodnoty z hlediska vědy a ochrany přírody. Z endemických druhů lze např. jmenovat obojživelníky Odorrana ishikawae a Odorrana narina, ptáky Gallirallus okinawae a Dendrocopos noguchii a Larvivora namiyei. 

## Historie
Od roku 1429 do roku 1879 byl ostrov centrem království Rjúkjú. V této době zde byly vybudovány pevnosti – tzv. gusuku. Na ostrově se jich nachází šest a v současné době jsou téměř všechny v ruinách. V roce 2000 byly zapsány na seznam světového dědictví UNESCO. V roce 1879 bylo království připojeno k Japonskému císařství.
V roce 1945 byl ostrov dobyt americkými vojsky (tzv. bitva o Okinawu) a Japonsku byl navrácen až v roce 1972. Nachází se zde americká letecká základna Kadena a další základny americké armády, námořnictva a námořní pěchoty. Okinawa je považována za „kolébku“ bojového umění karate-dó a především stylů, ze kterého vzniklo. Narodil se zde Gičin Funakoši.

## Jazyk
Původním jazykem Okinawy je Učinaaguči (také zvaná okinawština). Lingvisté nejsou zajedno v tom, jestli jde o samostatný jazyk, nebo o dialekt japonštiny. V každém případě se od japonštiny dost výrazně liší, a to jak slovní zásobou, tak i fonetickou a gramatickou strukturou. K jeho zápisu je používána kandži a modifikovaná hiragana.
Jazyk sám se dělí do dvou nejvýznamnějších dialektů – Šuri-naha a jižní dialekt.

## Fotogalerie

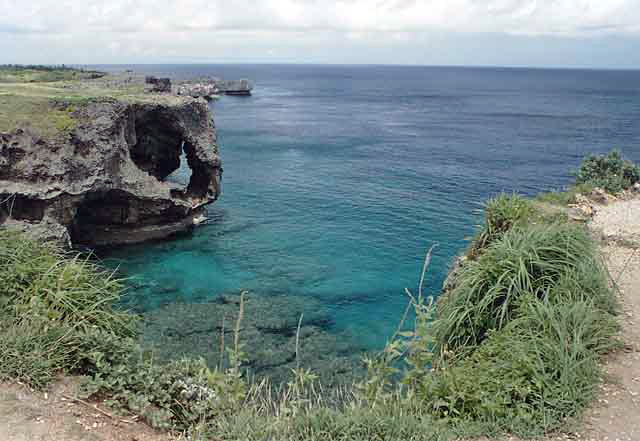
Útesy u Manzamo
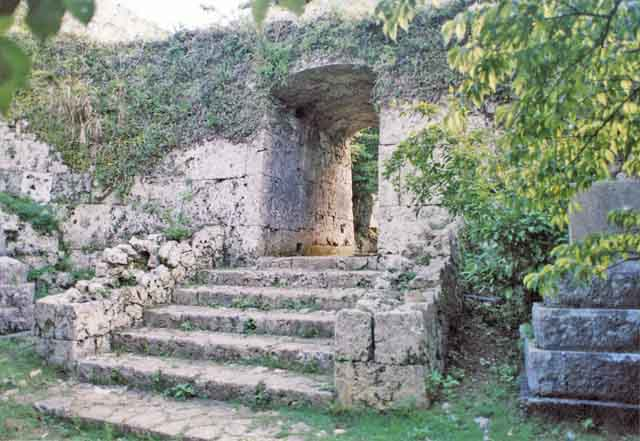
Ruiny gusuku
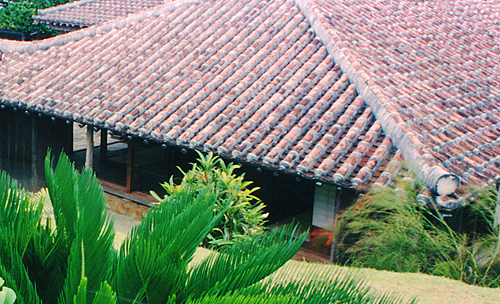
Tradiční okinawský dům